# Tim Williams
Tim Williams (né le 9 décembre 1981) est un athlète australien, spécialiste du sprint. Il mesure 1,76 m pour 70 kg. Son club est le VIS.

## Meilleures performances
- 60 m : 6 s 91 (-0,7 m/s) 3 Geelong 2 Déc 2006
- 100 yards : 10 s 05 4	Melbourne 14 Déc 2006
- 100 m : 10 s 1h (5,9 m/s) 1r1 Ballarat Nov 2003
  - (automatique) 10 s 40 (1,9 m/s) 3h3 Canberra 26 Jan 2006
- 200 m : 20 s 94 (1,0 m/s) 1rB NC Brisbane 13 Avr 2002